# ITL MARS
ITL MARS (англ. Multi-Purpose Aiming Reflex Sight) — комбинированный прицел для стрелкового оружия, разработанный израильской компанией ITL Optronics. Отличительной особенностью является совмещение функций коллиматорного прицела и лазерного целеуказателя в одном модуле, причём по выбору заказчика лазерный целеуказатель может поставляться с лазером, работающем в видимом или в инфракрасном диапазоне спектра. Прицел использует стандартную для западного оружия систему крепления на основе планок Пикаттини. Имеется информация об активной закупке этого вида прицелов как различными силовыми структурами (ВС США и ВС Израиля), так и коммерческими организациями.

## Интересные факты
- Изначально предполагался как штатный прицел для ранних версий израильской штурмовой винтовки TAR-21.